# 蔣勳 (嘉靖進士)
蔣勳（1507年—？），字子忠，號益津，錦衣衛旗籍順天府霸州人，明朝政治人物。

## 生平
嘉靖十年（1531年）辛卯科順天鄉試第一百二十五名舉人。嘉靖二十六年（1547年）中式丁未科會試第二百四十三名，登第三甲第一百三十八名進士。户部觀政，授大理寺评事，升寺副，出为山西佥事。

## 家族
曾祖蔣英；祖父蔣慶；父蔣欽，母趙氏。慈侍下。